# Воронихин, Николай Николаевич
Никола́й Никола́евич Ворони́хин (18 июля 1882 — 18 марта 1956) — российский миколог, фитопатолог, альголог и гидробиолог, доктор биологических наук (1934), профессор (1939). Лауреат премии имени В. Л. Комарова (1952).

## Биография
Родился в семье известного петербургского педиатра Николая Алексеевича Воронихина. Окончил в 1907 году отделение естествознания физико-математического факультета Петербургского университета.
В 1907—1922 годах вёл преподавательскую работу в высших учебных заведениях Петрограда (Ленинграда) и Тифлиса.
С 1922 года непрерывно работал в Главном ботаническом саду БИН АН СССР в Ленинграде: заведующим отделением гидробиологии, с 1939 года — профессором отделения споровых растений.
В 1934–1941 годах выступил составителем «Флоры водорослей континентальных водоемов Европейского Севера СССР» с определительными ключами к ней.
Участвовал в научных экспедициях в Крыму, на Черноморском побережье Кавказа, на Северном Кавказе, в Грузии, в Ленинградской области, в Карелии, на Кольском полуострове, на Северном Урале, на Алтае, в Якутии.
В последние годы жизни в качестве альголога-флориста занимался изучением пресных вод. Участвовал в создании первого в СССР определителя родов пресноводных водорослей.
Автор более 165 печатных научных работ.
Умер в Ленинграде, похоронен на Шуваловском кладбище.

## Награды
- орден Трудового Красного Знамени (10.06.1945)

## Основные труды
- Материалы к флоре грибов Кавказа, Тр. Ботанического музея, 1927
- Растительный мир океана, М.‒Л., 1945
- Растительный мир континентальных водоёмов, М.‒Л., 1953

## Таксоны, названные в честь Н. Н. Воронихина
В честь Воронихина назван род сине-зелёных водорослей Woronichinia Elenk. — Воронихиния (от этого названия образовано название семейства Woronichiniaceae Elenk. — Воронихиниевые).
В честь учёного названо также несколько таксонов видового ранга.